# Taraxacum leucosquameum
Taraxacum leucosquameum (лат.) — вид цветковых растений рода Одуванчик (Taraxacum) семейства Астровые (Asteraceae). Впервые описан финским ботаником Карлом Эриком Сонком в 1999 году.

## Распространение
Эндемик Люксембурга. Типовой экземпляр из местности Росмюле в 4 км от Хайнершайда.

## Ботаническое описание
Относительно высокое растение.
Листья длиной около 20 см и шириной около 4, зелёные, продолговато-ланцетные, с заострённой верхушкой.
Стебель бледный, крепкий, прямостоячий.
Соцветия-корзинки с цветками жёлтого цвета.
По многим признакам напоминает Taraxacum robustisquameum Rail..